# Apolonio de Epidauro
Apolonio de Epidauro (en griego antiguo: Ἀπολλώνιος Ἐπιδαύριος, siglo I) fue un atleta olímpico de la Antigüedad nacido en la ciudad de Epidauro.
Resultó ganador de la carrera a pie del estadio (la longitud de un estadio eran aproximadamente 192 m) durante los 203.º Juegos Olímpicos, en el 33.
Eusebio de Cesarea lo menciona en su libro Crónica como campeón olímpico.